# Kléber Fajardo
Kléber Fajardo (Guayaquil, 4 gennaio 1965) è un ex calciatore ecuadoriano, di ruolo centrocampista.